# ياسوتاكا نوموتو
ياسوتاكا نوموتو (باليابانية: 野本 泰崇) (27 أبريل 1986 في كاشيما في اليابان – )؛ هو لاعب كرة قدم ياباني سابق كان يلعب كمدافع.

## وصلات خارجية
- ياسوتاكا نوموتو على موقع رابطة كرة القدم اليابانية للمحترفين (اليابانية)
- ياسوتاكا نوموتو على موقع Soccerway.com (الإنجليزية)
- ياسوتاكا نوموتو على موقع عالم كرة القدم.نت (الإنجليزية)